# Lemniscus lateralis

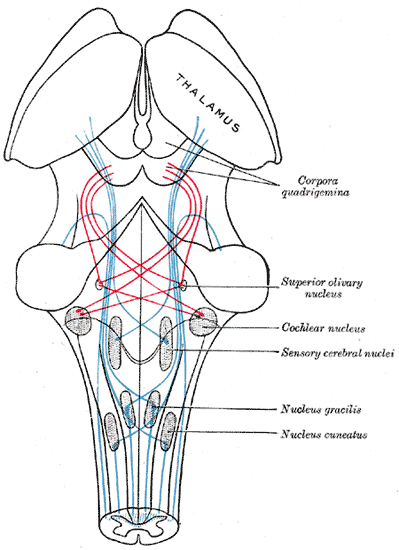
Lemniscus lateralis (rot) und Lemniscus medialis (blau)

Der Lemniscus lateralis (dt. „seitliche Schleife(nbahn)“) ist eine Nervenbahn im Stammhirn und Bestandteil der Hörbahn. Er erhält Informationen von der oberen Olive (Nucleus olivaris superior) und dem Nucleus cochlearis der Gegenseite (kontralateral).
Vom Schleifenkern aus werden Informationen beidseitig (ipsi- und kontralateral) zu den beiden unteren Hügeln (Colliculi inferiores) der Vierhügelplatte (Lamina quadrigemina) weitergeleitet.